# ترنجی
ترنجی (به انگلیسی: Trangie) یک شهرک در استرالیا است که در Narromine Shire واقع شده‌است.